# Dirección de Inteligencia de Carabineros
La Dirección de Inteligencia de Carabineros (Dicar), fue un servicio de inteligencia chileno creado durante los días posteriores al golpe de Estado de 1973 que dio inicio a la dictadura militar, y que tuvo como funciones desarrollar investigaciones, así como llevar a cabo actos de represión y arresto de personas.
Creada a mediados de 1974, reemplazando al Servicio de Inteligencia de Carabineros (Sicar), la Dicar tenía como objetivo central la coordinación de operaciones de inteligencia y contrainteligencia, en colaboración estrecha con otras entidades como la Dirección de Inteligencia Nacional.
Este Servicio es disuelto en 1983 debido a la creación de la Dirección de Comunicaciones de Carabineros.

## Historia

### Operaciones
La Dicar dependía directamente del General Director de Carabineros, y su estructura interna estaba organizada en cinco departamentos que cubrían funciones diversas, desde inteligencia y contrainteligencia hasta el análisis de información y la protección de ciertos servicios públicos. La sección de "Operaciones" era la encargada de ejecutar detenciones, y operaba desde el inmueble "Recinto La Firma" ubicado en la calle Dieciocho N° 229, donde previamente funcionaba el diario El Clarín. Esta sección contaba con tecnología avanzada para realizar seguimientos y detectar actividades consideradas subversivas.
La sede de la Dicar en Santiago compartía espacio con la Escuela de Inteligencia de Carabineros. En esa misma ubicación, operaba también el Comando Conjunto, una organización militar clandestina encargada de detenciones y ejecuciones de opositores políticos.
Entre 1975 y 1976 el Sicar tuvo cuarteles en la calle Juan Antonio Ríos 6-12, Santiago.

### Colaboración con la DINA
A pesar de que la Dicar no tenía personal formalmente adscrito a la Dirección de Inteligencia Nacional, existía una colaboración profunda entre ambas instituciones. Cuando Carabineros detenía a personas con conexiones políticas que podían ser de interés para la DINA, las transfería a este organismo utilizando un sistema de comunicación encriptada a través de la Central de Radiopatrullas, sin dejar constancia formal de los prisioneros.

### Reorganización y desaparición
El Dicar fue disuelto en septiembre de 1983, con el fin de que Carabineros de Chile pudiera obtener más herramientas «[...] de mayor envergadura en labores de inteligencia y contrainsurgencia, además de análisis de información y protección de servicios públicos», siendo creado en su reemplazo la Dirección de Comunicaciones de Carabineros.

## Violaciones a los Derechos Humanos

### Casos relevantes
Uno de los aspectos más oscuros de la Dicar fue su vinculación con el Comando Conjunto y la ejecución de detenidos políticos. En el inmueble colindante a su sede en la calle Dieciocho, el Comando Conjunto mantuvo prisioneros en secreto, muchos de los cuales fueron posteriormente ejecutados. Entre las víctimas se encuentran miembros del Partido Comunista como Carlos Contreras Maluje, Juan René Orellana, Luis Emilio Maturana, Juan Antonio Gianelli, y José Weibel Navarrete, quienes fueron asesinados y enterrados clandestinamente en la cuesta Barriga y el Cajón del Maipo.